# Little Easton
Little Easton – wieś w Anglii, w hrabstwie Essex, w dystrykcie Uttlesford. Leży 21 km na północny zachód od miasta Chelmsford i 54 km na północny wschód od Londynu.
W północnej ścianie prezbiterium kościoła Najświętszej Marii Panny znajduje się grobowiec Eleonory de Louvain (1345–1397) z XIV w., żony Williama Bourchier, 1. hrabiego Ue (1375-1420) z tarczami herbowymi.

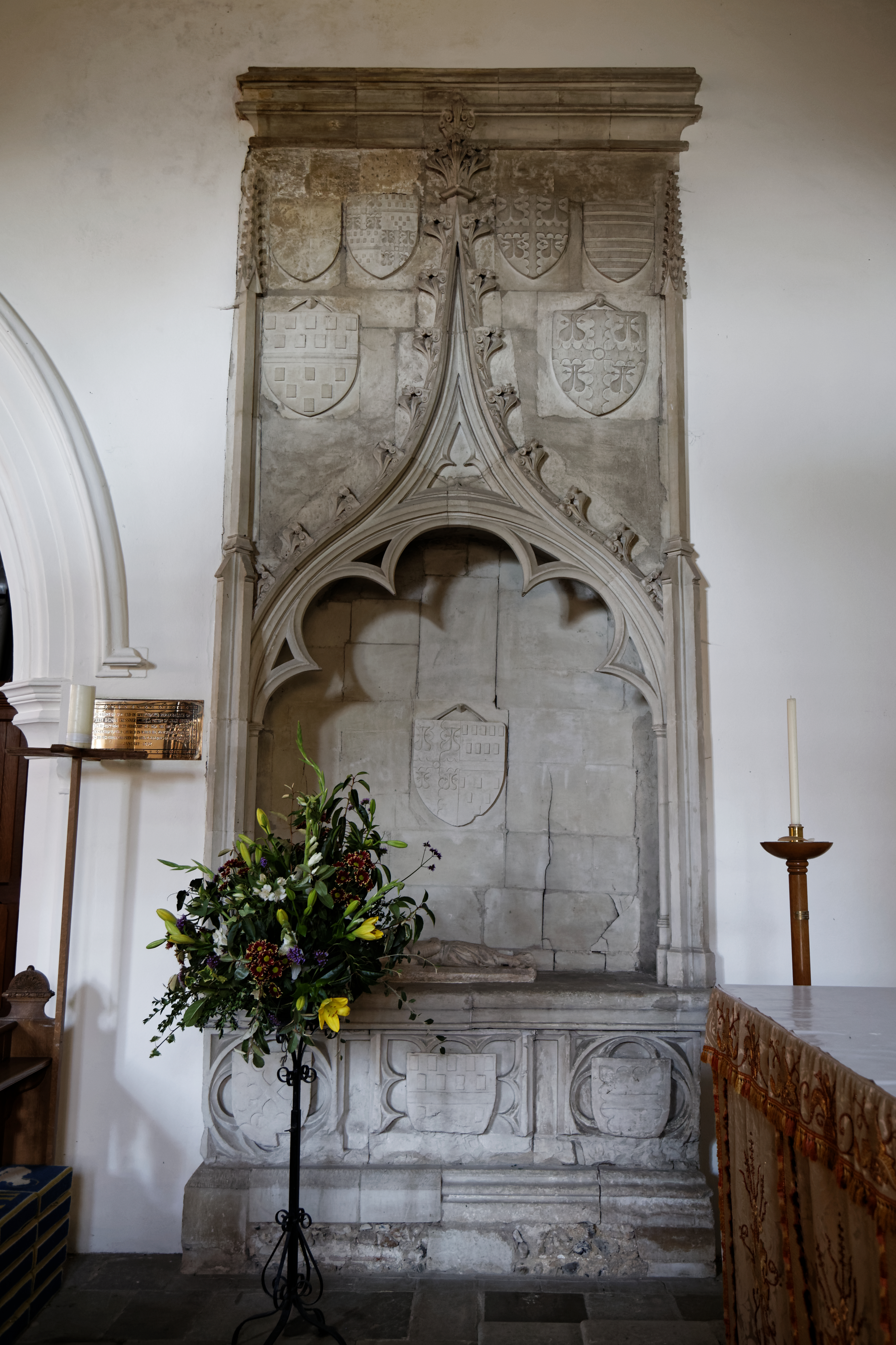
Grobowiec Eleonory żony Williama(inne języki)
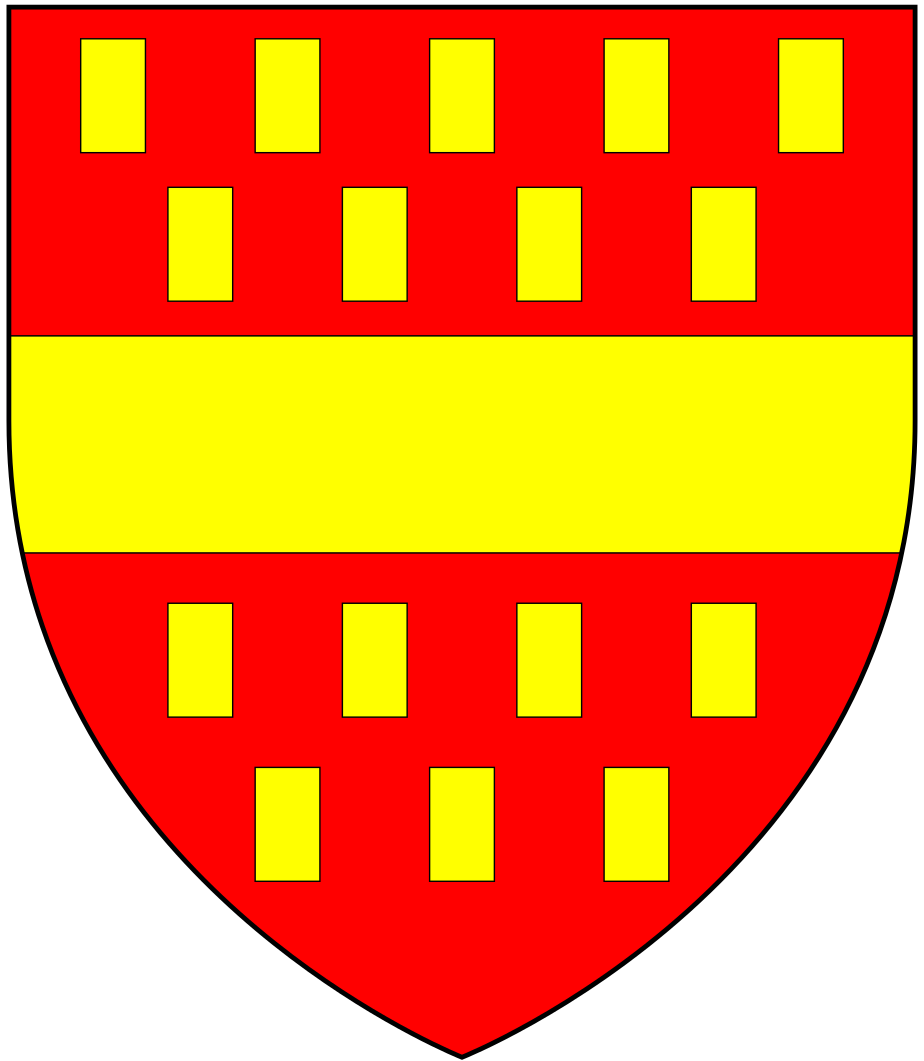
Herb  Eleanory de Louvain
Herb Williama Bourchier(inne języki)
Herb ich potomków